# 民權初步
《民權初步》，是孫中山《建國方略》三書之一，合訂成一冊列為「社會建設」。

## 概要
孫中山為了要實現民權主義，特別重視議事程序。1917年《民權初步》成書，原名《會議通則》；此書乃是專研《羅伯氏規則》（Robert's Rules of Order），並參考美國女權運動者沙德（Harriette R. Shattuck，1850年－1937年）女士之《婦女議事手冊》（The Woman's Manual of Parliamentary Law）一書，全文共十三章、一百條。
此书是孙中山对袁世凯复辟帝制的反思，表示了他对议会民主制的决心。针对曾经甚嚣尘上的“中国不适共和”、“开明专制论”等风说，孙中山批评道：“吾知野心家必曰‘非帝政不可’，曲学者必曰‘非专制不可’。不知国犹人也，人之初生不能一日而举步，而国之初造岂能一时而突飞？孩提之举步也，必有保母教之，今国民之学步亦当如是。此《民权初步》一书之所由作，而以教国民行民权之第一步也。”
书中没有深奥的政治理论，而是对民主集会议事程序的详细描述。其内容性质大略有二：其一，反复阐述民主就是民众要积极参与政治，知道如何使用自己的权力维护自己的利益，并具体教导民众如何去建立自己的会社组织，来举行集会参与政治；其二，不断详细重复各种集会的程序，向民众灌输人人平等与理性自律的自觉意识。

## 會議規範
|  | 当开会之时，会长起立，稍静待，或敲案而后言曰：‘时间已到，请众就秩序而听前会记录之宣读。’乃坐。书记于是起而称‘主座’，然后宣读记录，读毕亦坐。主座再起而言日：‘诸君听悉前会之记录矣，有觉何等错误或遗漏者否？’略待，乃曰：‘如其无之，此记录当作认可。今当序开议之事，为如此如此’云云。倘有人察觉记录之错误，当起而改正之，发言如下，曰：‘主座，我记得所决行某案之事乃如此如此。’倘书记以为所改正者合，而又无人反对，书记当照录之，而主座乃曰：‘此记录及修正案，当作认可成案。’倘有异议，或书记执持原案，任人皆可动议，曰‘照所拟议以修正记录’，或删去或加入何字。此动议经讨论及表决，而案之修正与否，当从大多数之可决、否决而定之。主座于是曰：‘记录如议修正，作为成案。’ |

1953年5月19日，中華民國內政部以孫中山先生《民權初步》為藍本，頒布《試行會議規範》（內民字第五○四四○號）；1965年7月20日，正式頒布現行的《會議規範》（內民字第一七八六二八號），係輔導社會民眾或團體組織舉行會議時有可遵循運作規範，不具強制性，非《中央法規標準法》所稱「命令」，而是屬《行政程序法》之「行政規則」，由各該組織章程或會議自行決定是否適用。
因此，《會議規範》不盡然是議事之準繩。不少機關、團體皆有屬於自己內部議事程序，通常稱為「規則」，例如立法院的《立法院議事規則》，行政院、考試院、司法院、監察院亦自訂其議事規則。
2010年，臺灣議事效率促進會把《會議規範》精簡更新為《議事規則範例》，全文33條，適用於中小規模的社團組織。

## 外部連結
- 孫中山學術研究資訊網
- 內政部 - 會議規範 （页面存档备份，存于）（DOC格式）